# Semseyit
Semseyit – minerał klasy siarczków.
Jego nazwa została nadana na cześć węgierskiego arystokraty Andora von Semsey, byłego kolekcjonera minerałów (1833-1923). 

## Właściwości
Krystalizuje w układzie jednoskośnym. Wykształca kryształy o pokroju tabliczkowym. Występuje w skupieniach książkowych, rozetkowych, kulistych agregatów, promienistych lub jako zbite, wrosłe masy. Jest minerałem kruchym i nieprzezroczystym. Częstymi zanieczyszczeniami w strukturze są srebro, miedź i żelazo. 

## Występowanie
Występuje w hydrotermalnych utworach bogatych ołów i antymon. Towarzyszą mu piryt, sfaleryt, jordanit, tetraedryt, arsenopiryt, galena, syderyt, chalkopiryt, antymonit, bournonit, boulangeryt, kalcyt i kwarc.

## Miejsce Występowania
- Oruro, Boliwia[2]
- Argentyna[2]
- Francja[2]
- kopalnia Baia Sprie, Rumunia (typowa lokalizacja)[2]
- Sauerland, Eifel, Niemcy
- Włochy[2]
- Rosja[2]
- Stany Zjednoczone (Kolorado)[2]